# 女裁縫 (短片)
本片描述一位來自臺灣的老婆婆與她的媳婦，在美國紐約，很努力地維持一個家庭裁縫店運作的故事。2016年，該片入圍第25屆佛羅里達電影節的短片單元。

## 外部連結
- 《女裁縫》的IMDb專頁（页面存档备份，存于）